# Rosse borstelvogel
De rosse borstelvogel (Dasyornis broadbenti) is een zangvogel uit de familie Dasyornithidae. Het is een endemische vogelsoort in zuidelijk Australië.  De vogel is genoemd naar Kendall Broadbent (1837-1911), Engels preparateur en ornitholoog, werkzaam in Australië, die in 1858 het type exemplaar schoot.

## Kenmerken
De vogel is gemiddeld 25 cm lang en weegt 77 g. Het is de grootste van de borstelvogels met een lange, trapvormige aflopende, afgeronde staart, korte ronde vleugels en een licht omlaag gebogen snavel. De vogel is overwegend bruin en grijs gekleurd, op de kop mooi roodbruin (met soms een kuifje), op de rug meer olijfkleurig bruin met een vaag schubbenpatroon, de borst is grijsbruin met een duidelijker donkergrijs schubbenpatroon in het verenkleed. De ogen zijn rood tot roodbruin, de snavel is grijsbruin, de ondersnavel lichter en de poten zijn grijs tot grijsbruin.

## Verspreiding en leefgebied
Deze soort is endemisch in Australië en telt drie ondersoorten:
- D. b. litoralis: uitgestorven ondersoort die tot rond 1940 voorkwam in smalle kustrook in West-Australië bij Kaap Leeuwin.
- D. b. broadbenti: langs de zuidkust van Zuid-Australië van Coorong tot in het westen van Victoria ten oosten van Portland Bay.
- D. b. caryochrous: in de kuststrook van Victoria van Port Rairy tot in het Nationaal park Great Otway.

Het leefgebied bestaat uit dicht struikgewas zoals scrublands en heidevlakten in duingebieden en op klifkusten. De vogel komt ook dieper in het binnenland voor tot wel 40 km, via dalen in bergketens.

## Status
De rosse borstelvogel heeft een beperkt verspreidingsgebied. De grootte van de populatie wordt door BirdLife International geschat op 2700-19.000 volwassen individuen. Het leefgebied wordt echter aangetast door bosbranden en stedelijke ontwikkeling waarbij natuurlijke scrublands worden omgezet in gebied voor agrarisch gebruik en menselijke bewoning. Het tempo van de achteruitgang is nog niet verontrustend (minder dan 3,5% per jaar), daarom staat deze soort als niet bedreigd op de Rode Lijst van de IUCN.